# Xylotrechus quadripes
Xylotrechus quadripes là một loài bọ cánh cứng trong họ Cerambycidae.